# Sporazum u Saint-Germain-en-Layeu (1632.)
Sporazum u Saint-Germain-en-Layeu je potpisan 29. ožujka 1632. godine. Njime je Francuskoj vraćena kontrola nad Novom Francuskom (Québec)  nakon što je Engleska zauzela to područje 1629. godine. Ovim dogovorom Francuskoj su nadoknađena i dobra koja su oduzeta tijekom osvajanja kolonije.